# Clinton (Iowa)
Clinton é uma cidade do Estado de Iowa, nos Estados Unidos. Clinton está localizada no extremo leste do Estado, e é sede do condado de mesmo nome. Seu nome é uma homenagem ao sexto governador de Nova Iorque, DeWitt Clinton.

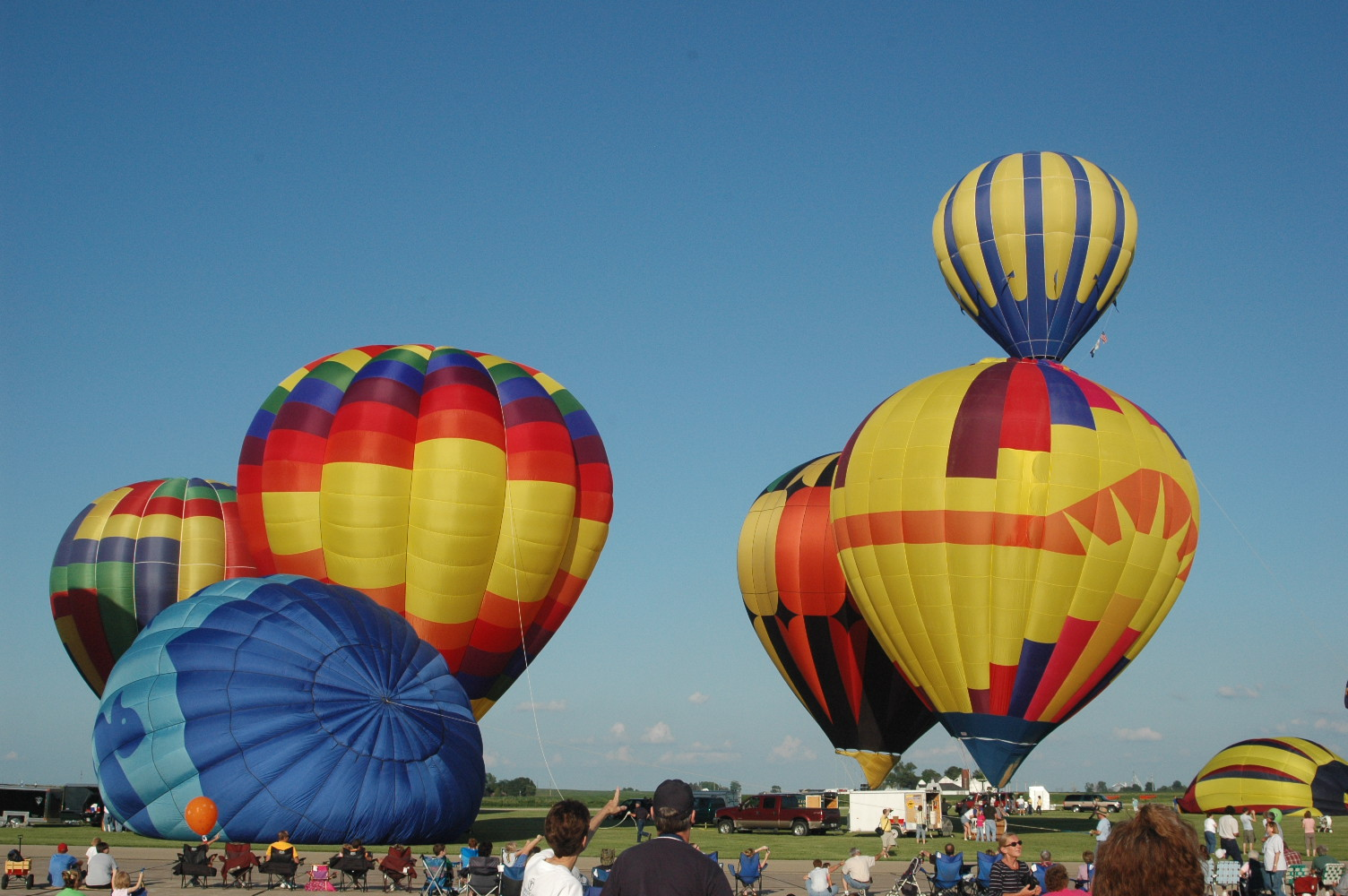
Festival de balões de Clinton (2006).

A cidade possui um teatro flutuante, batizado em homenagem à atriz Lillian Russell, nascida na cidade e que se tornou uma das artistas mais populares do país na década de 1890.
Até 2008, a cidade organizou um tradicional evento de balões, conhecido como Balloons in June, que chegou a contemplar atividades diversas, como torneios de vôlei e simulações da Nascar, mas em 2009, o evento foi cancelado em função dos custos envolvidos.